# Casa Joan Colom i Capdevila
Casa Joan Colom i Capdevila és el nom que reben dos habitatges del Passeig de la Garriga (Vallès Oriental) amb diverses característiques comunes, una situada al davant de l'altra. Ambdues són edificis modernistes de Joaquim Raspall que formen part de l'Inventari del Patrimoni Arquitectònic de Catalunya.

## Número 38

### Descripció
La casa Joan Colom i Capdevila del número 38 del Passeig de la Garriga és un element que forma part de l'Inventari del Patrimoni Arquitectònic de Catalunya. És un habitatge unifamiliar aïllada amb façana plana de composició simètrica. Consta de soterrani, planta baixa i golfes. La façana és estucada amb sortints de carreu i obertures encerclades amb ornamentació floral. Una imposta de ceràmica limita el capçal, i està esgrafiada amb motius geomètrics que es repeteixen com a sanefa a la part baixa del ràfec de la coberta. És interessant la paret de més a prop, de perfil sinuós, amb el llom corbat revestit de trencadís de granit. El reixat és de gran complexitat en el dibuix de motius geomètrics vegetals. Al jardí hi ha una font de planta sinuosa amb el llom corbat revestit de rajola.

### Història
Dins l'obra de Raspall, apareix per primera vegada en forma de placa un floró circular, del qual pengen unes cintes verticals rígides unides per un element floral, així com esgrafiats geomètrics i impostes. Aquests motius Raspall els utilitza molt a l'etapa d'abans de la guerra (1903-1914). Destaca el reixat de ferro el qual es realitzà més tard.

## Número 39

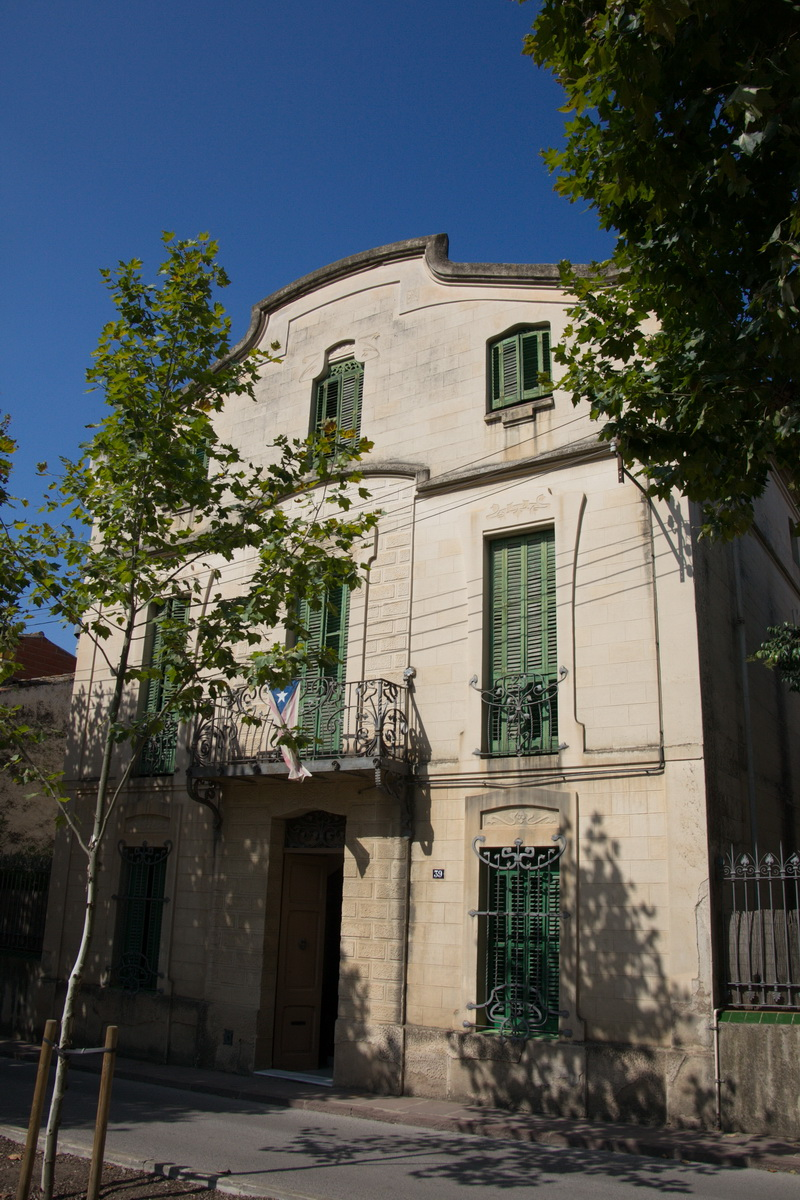
Casa Joan Colom i Capdevila del número 39

La casa Joan Colom i Capdevila del número 39 de la Rambla de la Garriga està protegida com a bé cultural d'interès local. Habitatge unifamiliar aïllat de planta quadrada. Consta de planta baixa i pis. Façanes estucades amb sortints de carreus. Les obertures estan encerclades amb estucats de temes florals. La porta d'entrada i balcó encerclats amb un tractament diferent de l'estuc.
És la primitiva obra de Raspall en una zona en què les cases s'erigien sota el concepte de ciutat jardí. Apareixen per primera vegada les reixes de ferro en forma de fuet adherides orgànicament a la paret.